# Echinopla pseudostriata
Echinopla pseudostriata är en myrart som beskrevs av Horace Donisthorpe 1943. Echinopla pseudostriata ingår i släktet Echinopla och familjen myror. Inga underarter finns listade i Catalogue of Life.